# Litoral Norte
Litoral Norte is een van de 23 microregio's van de Braziliaanse deelstaat Paraíba. Zij ligt in de mesoregio Mata Paraibana en grenst aan de microregio's João Pessoa, Sapé, Guarabira, Agreste Potiguar (RN) en Litoral Sul (RN). De microregio heeft een oppervlakte van ca. 1.961 km². In 2006 werd het inwoneraantal geschat op 135.467.
Elf gemeenten behoren tot deze microregio:
- Baía da Traição
- Capim
- Cuité de Mamanguape
- Curral de Cima
- Itapororoca
- Jacaraú
- Mamanguape
- Marcação
- Mataraca
- Pedro Régis
- Rio Tinto

Mesoregio's: Agreste Paraibano · Borborema · Mata Paraibana · Sertão Paraibano

Microregio's: Brejo Paraibano · Cajazeiras · Campina Grande · Cariri Ocidental · Cariri Oriental · Catolé do Rocha · Curimataú Ocidental · Curimataú Oriental · Esperança · Guarabira · Itabaiana · Itaporanga · João Pessoa · Litoral Norte · Litoral Sul · Patos · Piancó · Sapé · Seridó Ocidental · Seridó Oriental · Serra do Teixeira · Sousa · Umbuzeiro